# Leiothrix rufula
Leiothrix rufula är en gräsväxtart som först beskrevs av A.St.-hil., och fick sitt nu gällande namn av Wilhelm Willy Otto Eugen Ruhland. Leiothrix rufula ingår i släktet Leiothrix och familjen Eriocaulaceae.

## Underarter
Arten delas in i följande underarter:
- L. r. elatior
- L. r. rufula